# كولن موراي
كولن موراي (بالإنجليزية: Colin Murray)‏ هو لاعب كرة قدم بريطاني، ولد في 10 مارس 1977 في Dundonald, County Down ‏ في المملكة المتحدة.

## وصلات خارجية
- كولن موراي على موقع IMDb (الإنجليزية)
- كولن موراي على موقع قاعدة بيانات الفيلم (الإنجليزية)